# Географическая миля
Географическая миля — единица длины, равная протяжённости 1 минуты дуги вдоль экватора Земли. Для Международного сфероида 1924 года эта величина равнялась 1855,4 метра. American Practical Navigator 2017 определяет географическую милю как 6087,08 футов (1855,342 м). Бо́льшая точность зависит больше от выбора модели эллипсоида: так, длина экватора во Всемирной геодезической системе WGS 84 составляет 40075016,6856 м, и, соответственно, длина географической мили — 1855,3248 м, в то время как конвенция IERS (2010) принимает длину экватора за 40075020,4555 м, что даёт значение географической мили 1855,3250 м, то есть на 0,2 миллиметра больше. При этом в любой модели эллипсоида длина градуса долготы на экваторе составляет ровно 60 географических миль.
Поскольку форма Земли представляет слегка сплюснутую сферу, длина экватора на 0,168 % больше, чем длина меридиана. Соответственно, географическая миля несколько длиннее морской мили (которая исторически была связана с меридианом); одна географическая миля равна приблизительно 1,00178 морских миль.

## Связанные единицы длины
Морская миля первоначально была определена как 1 минута дуги вдоль большого круга Земли, но в настоящее время её длина установлена ровно в 1852 метра. Национальный институт стандартов и технологий США (NIST) отмечает, что: «Международная морская миля в 1 852 метра (6 076,115 49 … футов) была принята с 1 июля 1954 года для использования в Соединенных Штатах. Ранее в США использовалось соотношение 6 080,20 фута = 1 морская (географическая или морская) миля» (устаревшее значение 6080,2 фута составляет 1853,24496 метров). Отдельная ссылка идентифицирует географическую милю как идентичную международной морской миле, равной 1852 метрам (что немного короче, чем британская морская миля, равная 6080 футов (1853,184 м)). Эта единица длины используется достаточно редко, но упоминается в некоторых законах Соединенных Штатов (например, раздел 1301 (а) Закона о затопленных землях, который определяет границы штатов по направлению к морю, измеренные в географических милях). В ходе обсуждения Закона о земле 1785 года, комитет Томаса Джефферсона хотел разделить государственные земли на западе на «сотни из квадратов со стороной в десять географических миль, каждая миля содержит 6086 и 4 десятых фута» и «подразделенные на участки размером в одну квадратную милю или 850 и 4 десятых акра».
В Дании и Германии были установлены собственные географические мили (geografisk mil и geographische Meile или geographische Landmeile соответственно) протяжённостью 4 минуты дуги экватора. Длина их определена датским астрономом Оле Рёмером приблизительно в 7421,5 метра. В Норвегии и Швеции эта 4-минутная географическая миля (sjømil) до начала XX века в основном использовалась в море.